# Carnaval de Géronce
Le carnaval de Géronce est une fête qui rentre dans les pratiques carnavalesques. Elle se déroule à Géronce dans les Pyrénées-Atlantiques, en Nouvelle-Aquitaine.
Cet évènement calendaire est inscrit à l'Inventaire du patrimoine culturel immatériel en France.

## Historique
On ne connait pas exactement les origines du carnaval, sinon qu’il est très ancien. Il semble qu’il ne comptait à ses débuts qu’un char unique portant l’effigie de la fête, Sent Pançard, entouré des participants déguisés.
Les années 1950 permettent à chaque quartier de Géronce de s’exprimer en créant son propre char, qu’ils tenteront d’élever au statut de plus beau char de la fête en le confrontant aux chars des autres quartiers. Toute cette fête donne envie aux villages voisins qui s’associent désormais au carnaval : parmi eux Orin, Saint-Goin,Geüs Aren ou Préchacq-Josbaig.
En 1983, un nouveau personnage apparait pour faire concurrence au Sent Pançard traditionnel : Baptiston Pairdetots (en français : petit Baptiste Père de tous).

## Déroulement de la fête
Toute la vallée de Josbaig participe au carnaval de Géronce. Celui-ci se décline en un grand défilé et un corso fleuri comprenant une quinzaine de chars, sans compter celui de sa Majesté Carnaval. Ce dernier est entouré de sa garde, composée de jeunes (autrefois les conscrits) habillés de blanc, répartis en deux lignes parallèles, ce qui leur permet de se jeter « los esquirons », sorte de trophées coniques  sur lesquels sont fixées des sonnailles. Dans le corso se trouvent aussi les « masqués », partie de la population qui a choisi de se déguiser selon le thème choisi (souvent en rapport avec l’actualité). Enfin, des groupes de musique, bandas et sonos animent le cortège.